# Zelena kupola
Zelena kupola (arabsko ٱَلْقُبَّة ٱلْخَضْرَاء‎, latinizirano: al-Qubbah al-Khaḍrāʾ, dedžaško arabsko: [al.ɡʊb.ba al.xadˤ.ra]) je zeleno obarvana kupola, zgrajena nad grobnicami islamskega preroka Mohameda  in zgodnjih rašidunskih kalifov Abu Bakra (vladal 632–634) ter Omarja (vladal 634–644), ki je bila nekoč plemiška soba Ajše. Kupola se nahaja v jugovzhodnem kotu Prerokove mošeje v Medini, v današnji Saudovi Arabiji. Vsako leto jo obišče več milijonov ljudi, saj je obisk mošeje običaj ob romanju v Meko.
Struktura datira v leto 1279 n. št., ko so nad grobnico zgradili nepobarvano leseno kupolo. Kasneje so jo obnovili in pobarvali z različnimi barvami (modro in srebrno), dvakrat v poznem 15. stoletju in enkrat leta 1817. Kupola je bila prvič pobarvana zeleno leta 1837 in je zato postala znana kot Zelena kupola.

## Zgodovina
Zgrajena je bila leta 1279 n. št. ali 678 A.H., med vladavino mameluškega sultana Al Mansurja Kalavuna Prvotna struktura je bila izdelana iz lesa in ni bila pobarvana, ob kasnejših obnovah pa so jo pobarvali v belo in modro. Po hudem požaru, ki je leta 1481 prizadel mošejo in v katerem sta bili mošeja in kupola požgani, je sultan Kajtbaj zagnal projekt obnove, v sklopu katere je bila večina lesene podlage zamenjana z opečno konstrukcijo, da bi preprečili propadanje kupole. Za kritje nove lesene kupole so uporabili svinčene plošče. Današnjo kupolo je leta 1818 dodal osmanski sultan Mahmud II.. Kupola je bila prvič pobarvana zeleno leta 1837.
Ko je Saud bin Abdul-Aziz leta 1805 zavzel Medino, so njegovi privrženci, vahabiti, porušili skoraj vsako grobno kupolo v Medini, ker so verjeli, da je čaščenje grobov in krajev, za katere trdijo, da imajo nadnaravne moči, kršitev edinosti Boga (tavhid) in njegovih domnevnih partnerjev z njim (širk). Grobnici so odstranili zlato in okrasje iz draguljev, kupolo pa so ohranili, bodisi zaradi neuspešnega poskusa rušenja njene utrjene strukture bodisi zato, ker je pred časom Ibn Abd al-Vahab zapisal, da ne želi videti uničenja kupole kljub svojemu odporu do ljudi, ki molijo ob grobu. Podobni dogodki so se zgodili leta 1925, ko so saudske milice ponovno zavzele — in tokrat uspele obdržati — mesto. Večina znanih muslimanskih učenjakov vahabitske sekte podpira odločitev saudskih oblasti, da ne dovolijo čaščenja grobnice, saj je bila zgrajena veliko po Mohamedovi smrti in jo obravnavajo kot 'inovacijo' (bid'ah sayyi'ah).

## Grobnica Mohameda in zgodnjih kalifov
Mohamedov grob leži v mejah tistega, kar je bilo med hidžro njegova hiša in hiša njegove žene Ajše. V času njegovega življenja se je hiša pridružila mošeji. Poleg Mohameda sta pokopana prvi in drugi rašidunski kalif, Abu Bakr in Omar. Omarju je Ajša dala mesto poleg Abu Bakra, prvotno namenjeno njej. Mošeja je bila razširjena med vladavino omajadskega kalifa Al-Valida I., da bi vključila njihove grobnice. Samih grobov ni mogoče videti, saj območje obdajajo zlata mreža in črne zavese.
Grobovi in ostanki Ajšine hiše so obdani s 5-stranim zidom, brez vrat ali oken, ki ga je zgradil kalif Omar ibn Abd Al-Aziz. Nepravilna oblika peterokotnika je bila izbrana namerno, da bi bila videti drugačna od pravokotne Kabe in da bi ljudi odvrnila od tavafa okoli nje. Ograjen prostor je bil nedostopen od rekonstrukcije mameluškega sultana Kajtbaja leta 1481. Skozi rešetke, zgrajene nekaj stoletij pozneje, je mogoče videti le zunanjo južno steno, pokrito z zelenim blagom.

## Galerija
- Pogled z zahodne strani Hudžre
- Bronasti kovanec iz 17. stoletja, ki prikazuje kupolo iz mameluške dobe, ki je bila pred sedanjo kupolo
- Zelena kupola, v Burtonovem Romanju, ok. 1850
- Kupola, ki jo je leta 1880 prvič fotografiral Mohamed Sadik
- Mohamedov grob je znotraj četrti, ki jo vidimo tukaj